# II. Ramiro leóni király
A Kantábriai-házból származott II. Ramiro (Leóni Királyság, 898 – León, 951. január 5.) leóni király (931–951) jelentős uralkodó volt a királyság történetében, amit előneve – Nagy (el Grande) – is tükröz. II. Ordoño (873–924) galiciai (910–924) és leóni király (914–924) első feleségétől, Elvira Menéndeztől született második fiaként látta meg a napvilágot. 

## Élete
Froilaz Alfonz elűzése (925) után a portugál területek többé-kevésbé névleges fennhatóságát kapta meg (mivel Portugália grófnője Mumadona Dias, Coimbra grófja pedig Aires Mendes maradt). Ramiro ekkor felvette a „portugál területek királya” címet, és ezzel névlegesen ő vált az első portugál királlyá. 926-ban, amikor Mendo Gonçalves feleségül vette Mumadona Diast, II. Ramiro Viseuba költöztette királyi székhelyét; ezt az udvart 930-ig tartotta fenn.
931-ben, felesége halálakor bátyja, IV. Alfonz (897?–933) az ő javára mondott le a trónról annak ellenére, hogy volt fia, Ordoño (926–962), a későbbi IV. Ordoño leóni király (958–959/960). IV. Alfonz kolostorba vonult, Ramiro pedig II. Ramiro néven León királya lett. Még ebben az évben foglyul ejtette Froilaz Alfonzt, majd megvakíttatta és kolostorba záratta.
A következő évben (932-ben) IV. Alfonz meggondolta magát, és vissza akart térni a trónra, II. Ramiro azonban legyőzte. Őt is elfogták, megvakították, és a következő évben meg is halt a fogságban. 
II. Ramiro uralkodása idején szinte állandósultak a mórok támadásai a leóni királyság ellen, mivel a Córdobai Emirátus ura, az Omajjád dinasztiából származó, rendkívül energikus III. Abd Al-Rahmán (891–961), aki emírként 912-től 929-ig, majd kalifaként 929-től 961-ig uralkodott, uralma alatt élte fénykorát a mór állam; ekkor lett az emirátusból Córdobai Kalifátus. II. Ramiro azonban szövetségre lépett Navarrával (amit ekkor még Pamplonai Királyságnak neveztek) és Aragóniával, így eredményesen vette fel a harcot a mórokkal: több nagy győzelmet aratott III. Abd Al-Rahmán, illetve seregei felett:
- 933, Osma,
- 939, Simancas,
- 950, Talavera de la Reina. Sikereinek következményeként a Duero folyó lett a Leóni Királyság határa.

II. Ramiro Kasztília önállósodási törekvéseit azonban  nem tudta megfékezni. A Lara-ház (egyes forrásmunkák szerint egyik őse ugyancsak a Kantábriai-házból származott) kiemelkedő alakja, Fernán González gróf (910–970) egyesítette a kasztíliai grófságokat, és ezzel ő lett az egyesített Kasztília első grófja (930–970). A grófi címet családjában örökletessé tette. Jelentős szerepe volt a mórok felett Osmánál aratott győzelemben és a simancasi diadalban is. Vele kezdődik Kasztília politikai története, jelentős függetlenedése a Leóni Királyságtól. Ettől kezdve Kasztília grófjai gyakran ellenséges viszonyban álltak egyre névlegesebb hűbéruraiakkal, a leóni királyokkal.

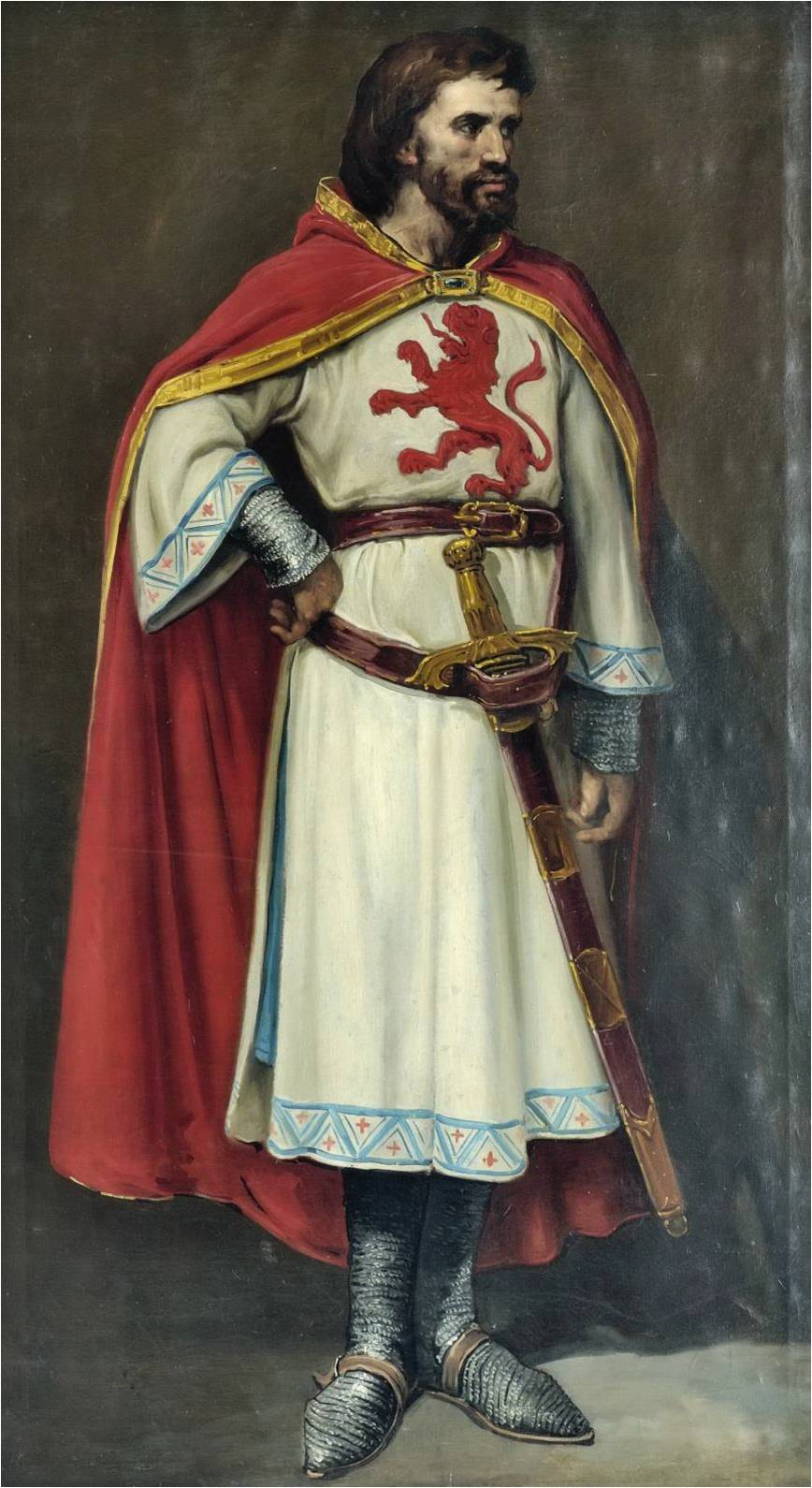
II. Ramiro romantikus festményen

II. Ramiro két fia is leóni király lett. Ordoño (926?–956) III. Ordoño néven (951–956), Sancho (932?–966) pedig I. Sancho néven (956–958, 959/960–966) uralkodott. A fivérek féltestvérek voltak: Ordoño édesanyja Adosinda Guttiérez (902?–941?), Sancho édesanyja pedig Urraca (? -956), aki a Ximena- (Jimena, Jiménez)-házból származó  I. Sanchó (?–925), pamplonai király (905–925) leánya, III. García navarrai király (919–970), pamplonai király (931–970) testvére volt.